# Европейское агентство по химикатам
Европейское агентство по химикатам (англ. The European Chemicals Agency ECHA) — агентство Европейского союза, администрирующее исполнение регламента Европейского союза о регистрации, оценке и разрешении химикатов (англ. Registration, Evaluation and Authorisation of Chemicals, REACH).
ECHA занимается разработкой законодательных актов, связанных с оборотом химических веществ и продуктов, мониторит безопасное использование химикатов, распространяет информацию и помогает компаниям действовать в соответствии с законодательством. Штаб-квартира агентства расположена в Хельсинки. Агентство действует с 1 июня 2007 года.
Контроль опасных химических веществ
Вещества которые могут оказывать серьезное воздействие на здоровье человека и окружающую среду, определяются как вещества очень высокой проблематичности (SVHC) 1. В основном это вещества которые вызывают рак, мутации или являются токсичными, а также вещества которые накапливаются в организме или окружающей среде. Другие вещества, которые рассматриваются как SVHC, включают химические вещества разрушающие эндокринную систему. Компании, производящие или импортирующие изделия, содержащие эти вещества в концентрации выше 0,1 % веса, несут юридические обязательства. Они обязаны информировать пользователей о наличии опасных веществ и следовательно о том как безопасно их использовать. Потребители имеют право спросить у продавца, присутствуют ли эти опасные вещества в продуктах, которые они покупают.